# Egipatska mitologija
Egipatska mitologija se zasniva na totemizmu - verovanju u svete životinje. Karakterišu je božanstva s ljudskim telom i glavom životinje, s tim da postoje izuzeci. Jedna od glavnih delova religije drevnog Egipta je verovanje u zagrobni život, o čemu svedoči velik broj pronađenih grobnica, među kojima su piramide najveće, zatim velik broj mumija, statua, ali i brojna božanstva povezana sa zagrobnim životom. Većina bogova ima ank, sveti znak života.

## Razdoblje Amarne
Egipćani su se klanjali bogovima, poštovali ih i prinosili im žrtve. Smatrali su ih gospodarima sveta. Verovali su u hiljade bogova. Tako je bilo uvek, osim tokom razdoblja Amarne. Po naredbi faraona Ehnatona, hramovi su zatvoreni, a izgrađen je novi grad - Amarna. U Amarni su poštovali Atona - Sunčev disk. Prikazima starih bogova uništavana su lica. Za vreme invazija Grka, Thoth je povezivan sa Hermesom. Tokom vladavine Rimljana, uvedeno je hrišćanstvo, te su hramovi zatvoreni. Izdata je naredba da se zabrani poštovanje poganskih bogova.

## Mitovi o stvaranju
Prema egipatskoj mitologiji, prvobitno je postojao okean Nun, koji se spominje kao i bog. Iz njega je izronio brežuljak. Postoje 3 mita o nastanku bogova iz Nuna. Prvi potiče iz Heliopolisa, Grada Sunca, te govori da je na početku iz Nuna rođen bog Sunca. Izvorni mit kaže da je to Atum, ali je posle u mitu spominjan Ra. U Novom kraljevstvu, mit govori da je Amon-Ra bog Sunca. Bog Sunca je ispljunuo Šua i Tefnut, blizance, a iz njegovog oka je nastala Hator. Drugi mit dolazi iz Memfisa, gde se verovalo da je stvoritelj svega i Atumov otac Ptah, bog umetnika. Treći mit, iz Hermopolisa, kaže da je na početku postojao i okean Nun, i bog Nun. Bog Nun imao je ženu Naunet, a oboje su bili vodene sile. Uz njih su bili još neki bogovi, a važniji su Amon i Amaunet. Amon u ovom mitu nije Sunce, već život.

## Izgled svemira
Egipćani su verovali da svemir čine bogovi koji su personifikacije elemenata prirode. Geb je zemlja, on leži dolje. Na njemu je Šu, vazduh, koji razdvaja Geba od Nut, neba. Nutino telo je nebo, a njime se kreću Sunce, Mesec i zvezde. Okean Nun je oko Geba te predstavlja sva mora, a nalazi se i na nebu pa je nebo plavo. Većina drugih bogova živi na nebu, dok Oziris sa mrtvima živi u podzemlju - Duat. Reka Nil je sveta reka, a njen bog je Hapy, personifikacija vode i obilja. Set je vladar pustinja koje okružuju dolinu Nila.

## Zagrobni život
Egipćani su verovali u život posle smrti. To verovanje potiče iz sage o Izidi i Ozirisu. Oni su vladali Egiptom na početku. Njihov brat Set bio je ljubomoran na njih, pa je skovao urotu. Postoje tri verzije mita o tome kako se Set rešio Ozirisa - prva kaže da se pretvorio u krokodila, druga da se pretvorio u vodenog konja, a treća, Plutarhova verzija, kaže da je Oziris žrtva urote. Set je ubio Ozirisa, i nastala je smrt. Anubis i Izida su ipak oživeli Ozirisa, koji je postao vladar carstva mrtvih. Kad bi čovek umro, njegova duša bi došla u podzemlje - Duat, gde bi mu se sudilo. Duši bi postavili mnoga pitanja i naveli grehove. Anubis bi stajao kraj vage i motrio srce i pero koje simbolizuje Maat, boginju pravde i istine. Ako bi duša prošla, Tot bi to zabeležio, a Horus bi dušu odveo Ozirisu, do kojeg su stajale Izida i Neftis. Pokojnik bi uživao u pogrebnom životu, a mogao se pridružiti posadi Ra, koji je svakog dana putovao nebom donoseći ljudima svetlost i toplotu. Postojale su posebne Knjige mrtvih i čarolije koje su sveštenici čitali pri izvođenju obreda. Pokojnika bi mumifikovali i položili u grobnicu.

## Povezivanje s grčkom mitologijom
Grčka i egipatska mitologija imaju mnogo zajedničkog. Na primer, Nun je po Grcima bio Pont ili Okean, bog mora. Amon, egipatski kralj bogova tokom Novog kraljevstva, Grcima je bio Zevs. Neitin grčki pandan je Atina. Grci su smatrali da su Tot i Anubis jednaki Hermesu, pa je nastao Hermanubis. Oziris je izjednačen s Dionisom, a Set s Tifonom. Hator je Grcima nimfa Io, a Izida Demetra. Grcima su, doduše, bogovi životinjskih glava bili bizarni i neobični, ali su neke prihvatili.

## Važniji egipatski bogovi
- Nun - okean prema heliopoliskom mitu, bog prema hermopoliskom mitu.
- Ra - bog Sunca, ima glavu orla, u Starom i Srednjem kraljevstvu kralj bogova.
- Amon - boga Tebe, staroga grada.
- Amunet - prva Amonova žena, nastala iz Nuna.
- Mut - boginja majčinstva, druga Amonova žena.
- Khonsu - bog Meseca, zajedno sa svojim roditeljima Amonom i Mut zaštitnik Tebe.
- Hepri - bog jutarnjeg Sunca.
- Atum - bog zalazećeg Sunca, ovnova glava, spoj s Raom (Ra-Atum).
- Šu - bog vazduha.
- Tefnut - boginja vode, kiše i vlage, lavlja glava.
- Hathor - boginja-krava, „oko boga Ra”, zaštitnica mrtvih.
- Geb - bog Zemlje i vegetacije.
- Nut - boginja neba, majka zvezda i bogova.
- Oziris - potomak Nut i Geba, njihov najstariji sin, bog plodnosti.
- Izida - boginja ljubavi, braka i života, Ozirisova žena.
- Set - bog glave vuka, vladar pustinja.
- Neftis - boginja noći i grobnica, Setova žena, Ozirisova ljubavnica.
- Anubis - bog-šakal, prvobitno kralj podzemlja, nezakoniti Ozirisov sin.
- Horus - bog-soko, postoje dva Horusa - soko i bog ljudskog tela i sokolove glave.
- Četiri Horusova sina - četiri boga, štite kanope i mumije, pomažu im moćne božice.
- Thoth - bog-ibis, zaštitnik pisara, bog Meseca.
- Sekmet - boginja-lavica, ratnica, okrutna i osvetoljubiva.
- Sešat - boginja pisanja, mudrosti i nauke, zapisničarka bogova.
- Neit - boginja rata, drevna severna boginja, vlada lukom i strelom, „Majka Bogova”.
- Tauret - boginja-vodeni konj, zaštitnica dece i trudnica.
- Hapy - bog Nila i vode, daje plodnost Zemlji, važniji seljacima od samog Ra.
- Maat - boginja istine, pravde i svemirskog reda, smatrana faraonovom sestrom, nadgledava rad celog svemira.
- Sobek - bog-krokodil, bog plodnosti, skriven u močvari.
- Selket - boginja škorpiona i lečenja, zaštitnica mumija i faraona.
- Bes - bog veselja i plesa, mala nakaza, čudni patuljak, pratitelj Tavaret.
- Ptah - bog umetnosti, prema memfiskoj mitologiji, stvoritelj neba i Zemlje, Atumov otac.
- Hnum - bog-ovan, lončar, stvorio je ljude na svom lončarskom kolu.
- Min - bog plodnosti muškaraca i erekcije, „Bik svoje majke”.
- Huh - bog nebeske večnosti i beskonačnosti, jedan od stvoritelja sveta, uz Nuna i Amona.
- Kek - bog tame, stvoritelj svemira.
- Apop - kobra, dete Neit, neprijateljica Ra.
- Amut - čudovište od više delova, proždire srce grešnika.
- Vadžet - Atumovo oko, zmija i zaštitnica faraona.
- Sfinga - čudovište ljudske glave i lavljeg tela, premda može imati glavu ovna, poznata je Velika sfinga u Gizi.
- Feniks - sveta čarobna dvopolna ptica, spominje se i u Kini.
- Heket - boginja-žaba, znak života i plodnosti.
- Meretseger - boginja-kobra, zaštitnica Doline kraljeva u Tebi.

## Literatura
- Allen, James P. (1988). Genesis in Egypt: The Philosophy of Ancient Egyptian Creation Accounts. Yale Egyptological Seminar. ISBN 978-0-912532-14-1.
- Anthes, Rudolf (1961). „Mythology in Ancient Egypt”.  Ур.: Kramer, Samuel Noah. Mythologies of the Ancient World. Anchor Books.
- Assmann, Jan (2001) [1984]. The Search for God in Ancient Egypt. Translated by David Lorton. Cornell University Press. ISBN 978-0-8014-3786-1.
- Baines, John (april 1991). „Egyptian Myth and Discourse: Myth, Gods, and the Early Written and Iconographic Record”. Journal of Near Eastern Studies. 50 (2). JSTOR 545669.
- Baines, John (1996). „Myth and Literature”.  Ур.: Loprieno, Antonio. Ancient Egyptian Literature: History and Forms. Cornell University Press. ISBN 978-90-04-09925-8.
- Bickel, Susanne (2004). „Myth and Sacred Narratives: Egypt”.  Ур.: Johnston, Sarah Iles. Religions of the Ancient World: A Guide. The Belknap Press of Harvard University Press. ISBN 978-0-674-01517-3.
- Conman, Joanne (2003). „It's About Time: Ancient Egyptian Cosmology”. Studien zur Altagyptischen Kultur. 31.
- David, Rosalie (2002). Religion and Magic in Ancient Egypt. Penguin. ISBN 978-0-14-026252-0.
- Dunand, Françoise; Christiane Zivie-Coche (2005) [2002]. Gods and Men in Egypt: 3000 BCE to 395 CE. Translated by David Lorton. Cornell University Press. ISBN 978-0-8014-8853-5.
- Frankfurter, David (1995). „Narrating Power: The Theory and Practice of the Magical Historiola in Ritual Spells”.  Ур.: Meyer, Marvin; Mirecki, Paul. Ancient Magic and Ritual Power. E. J. Brill. ISBN 978-0-8014-2550-9.
- Hart, George (1990). Egyptian Myths. University of Texas Press. ISBN 978-0-292-72076-3.
- Hornung, Erik (1982) [1971]. Conceptions of God in Egypt: The One and the Many. Translated by John Baines. Cornell University Press. ISBN 978-0-8014-1223-3.
- Hornung, Erik (1992). Idea into Image: Essays on Ancient Egyptian Thought. Translated by Elizabeth Bredeck. Timken. ISBN 978-0-943221-11-3.
- Lesko, Leonard H. (1991). „Ancient Egyptian Cosmogonies and Cosmology”.  Ур.: Shafer, Byron E. Religion in Ancient Egypt: Gods, Myths, and Personal Practice. Cornell University Press. ISBN 978-0-8014-2550-9.
- Lurker, Manfred (1980) [1972]. An Illustrated Dictionary of the Gods and Symbols of Ancient Egypt. Translated by Barbara Cummings. Thames & Hudson. ISBN 978-0-500-27253-4.
- Meeks, Dimitri; Christine Favard-Meeks (1996) [1993]. Daily Life of the Egyptian Gods. Translated by G. M. Goshgarian. Cornell University Press. ISBN 978-0-8014-8248-9.
- Morenz, Siegfried (1973) [1960]. Egyptian Religion. Translated by Ann E. Keep. Methuen. ISBN 978-0-8014-8029-4.
- O'Connor, David; Quirke, Stephen, ур. (2003). Mysterious Lands. UCL Press. ISBN 978-1-84472-004-0.
- Pinch, Geraldine (2004) [2002]. Egyptian Mythology: A Guide to the Gods, Goddesses, and Traditions of Ancient Egypt. Oxford University Press. ISBN 978-0-19-517024-5.
- Quirke, Stephen (2001). The Cult of Ra: Sun Worship in Ancient Egypt. Thames and Hudson. ISBN 978-0-500-05107-8.
- Redford, Donald B., ур. (2001). The Oxford Encyclopedia of Ancient Egypt. Oxford University Press. ISBN 978-0-19-510234-5.
- Ritner, Robert Kriech (1993). The Mechanics of Ancient Egyptian Magical Practice. The Oriental Institute of the University of Chicago. ISBN 978-0-918986-75-7.
- Tait, John, ур. (2003). 'Never Had the Like Occurred': Egypt's View of Its Past. UCL Press. ISBN 978-1-84472-007-1.
- Tobin, Vincent Arieh (1989). Theological Principles of Egyptian Religion. P. Lang. ISBN 978-0-8204-1082-1.
- Traunecker, Claude (2001) [1992]. The Gods of Egypt. Translated by David Lorton. Cornell University Press. ISBN 978-0-8014-3834-9.
- Wilkinson, Richard H. (1993). Symbol and Magic in Egyptian Art. Thames & Hudson. ISBN 978-0-500-23663-5.
- Armour, Robert A (2001) [1986]. Gods and Myths of Ancient Egypt. The American University in Cairo Press. ISBN 978-977-424-669-2.
- Ions, Veronica (1982) [1968]. Egyptian Mythology. Peter Bedrick Books. ISBN 978-0-911745-07-8.
- James, T. G. H (1971). Myths and Legends of Ancient Egypt. Grosset & Dunlap. ISBN 978-0-448-00866-0.
- Sternberg, Heike (1985). Mythische Motive and Mythenbildung in den agyptischen Tempein und Papyri der Griechisch-Romischen Zeit (на језику: German). Harrassowitz. ISBN 978-3-447-02497-6.
- Tyldesley, Joyce (2010). Myths and Legends of Ancient Egypt. Allen Lanes. ISBN 978-1-84614-369-4.